# 9 Lives
9 Lives este albumul de debut al cântăreței pop/R&B Kat DeLuna. A fost lansat pe 7 august 2007 în Statele Unite.

## Lista pieselor de pe9 Lives
|    | Versiune originală                            | Versiune originală | Relansare                                         | Relansare |
| #  | Titlu                                         | Durată             | Titlu                                             | Durată    |
| -- | --------------------------------------------- | ------------------ | ------------------------------------------------- | --------- |
| 1  | "9 Lives (Intro)"                             | 1:06               | "9 Lives (Intro)"                                 | 1:08      |
| 2  | "Run The Show" (cu Shaka Dee)                 | 3:31               | "Run The Show" (cu Busta Rhymes)                  | 3:33      |
| 3  | "Am I Dreaming"                               | 4:14               | "Am I Dreaming" (cu Akon)                         | 3:58      |
| 4  | "Whine Up" (cu Elephant Man)                  | 3:25               | "Feel What I Feel"                                | 4:04      |
| 5  | "Feel What I Feel"                            | 4:04               | "Whine Up" (cu Elephant Man)                      | 3:25      |
| 6  | "Love Me, Leave Me"                           | 4:11               | "Love Me, Leave Me"                               | 4:11      |
| 7  | "In The End"                                  | 3:23               | "In The End"                                      | 3:23      |
| 8  | "Love Confusion"                              | 4:02               | "Love Confusion"                                  | 4:02      |
| 9  | "Animal"                                      | 3:23               | "Animal"                                          | 3:22      |
| 10 | "Be Remembered" (cu Shaka Dee)                | 3:37               | "You Are Only Mine"                               | 3:30      |
| 11 | "Enjoy Saying Goodbye"                        | 4:05               | "Enjoy Saying Goodbye"                            | 4:05      |
| 12 | "Whine Up" (cu Elephant Man) (în spaniolă)    | 3:25               | "Whine Up" (cu Elephant Man) (Spanish Version)    | 3:25      |
| 13 | "Como Un Sueño" (Am I Dreaming) (în spaniolă) | 3:59               | "Run The Show" (cu Don Omar) (Spanish Version)    | 3:33      |
| 14 | "Run The Show" (în spaniolă)                  | 3:30               | "Como Un Sueño" (Am I Dreaming) (Spanish Version) | 3:59      |